# Aage Madsen
Aage Sigfried Madsen (ur. 25 maja 1883 w Faaborgu, zm. 9 kwietnia 1937 w Kopenhadze) – tenisista reprezentujący Danię. Startował na igrzyskach w Sztokholmie (1912) w turnieju singlowym na korcie otwartym i turnieju deblowym na korcie otwartym w parze z Axelem Thayssenem. Jego partnerem w hali był Harald T. Waagepetersen, z którym zdobyli mistrzostwo Danii w latach 1915, 1918 i 1919, na korcie otwartym Leif Rovsing w 1916.

## Występy na letnich igrzyskach olimpijskich

### Turnieje singlowe
| Igrzyska | Konkurencja                     | 1/64 finału | 1/32 finału                              | 1/16 finału     | Ćwierćfinał     | Półfinał        | Finał/Mecz o trzecie miejsce | Klasyfikacja końcowa |
| Igrzyska | Konkurencja                     | Rywal       | Rywal                                    | Rywal           | Rywal           | Rywal           | Rywal                        | Klasyfikacja końcowa |
| -------- | ------------------------------- | ----------- | ---------------------------------------- | --------------- | --------------- | --------------- | ---------------------------- | -------------------- |
| LIO 1912 | Turniej singlowy (kort otwarty) |             | Axel Thayssen P 1:3 (1:6, 3:6, 6:3, 3:6) | → Nie awansował | → Nie awansował | → Nie awansował | → Nie awansował              | Miejsca 17-32        |

### Turnieje deblowe
| Igrzyska | Konkurencja                             | Partner       | 1/32 finału            | 1/16 finału                   | Ćwierćfinał      | Półfinał         | Finał/Mecz o trzecie miejsce | Klasyfikacja końcowa |
| Igrzyska | Konkurencja                             | Partner       | Rywal                  | Rywal                         | Rywal            | Rywal            | Rywal                        | Klasyfikacja końcowa |
| -------- | --------------------------------------- | ------------- | ---------------------- | ----------------------------- | ---------------- | ---------------- | ---------------------------- | -------------------- |
| LIO 1912 | Turniej deblowy mężczyzn (kort otwarty) | Axel Thayssen | J. Šebek B. Hykš W 3:0 | Ch. Wennergren C. Nylén P 0:3 | → Nie awansowali | → Nie awansowali | → Nie awansowali             | Miejsca 9-16         |